# Wabi-sabi

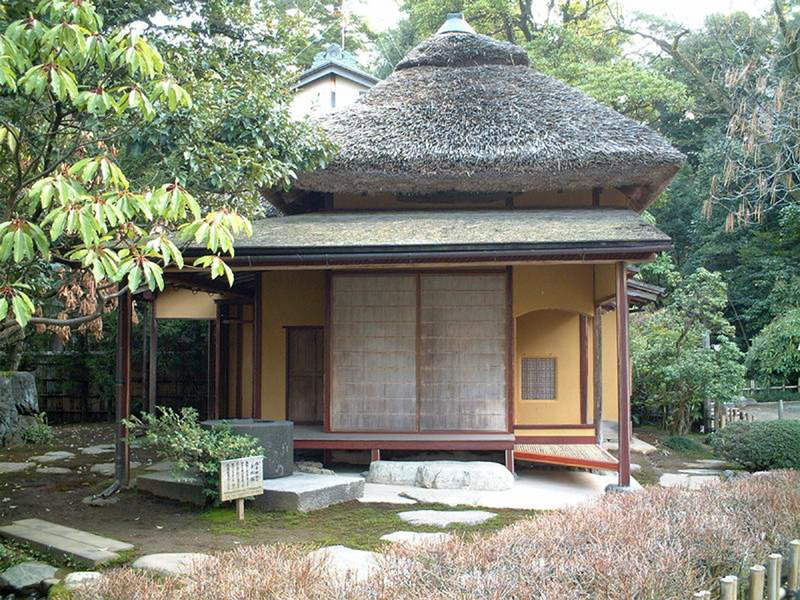
Una casa del te japonesa que reflecteix l'estètica wabi-sabi

El wabi-sabi (en kanji: 侘寂) és una categoria estètica japonesa que fa referència a aquelles coses que tenen un acabat rústic, a tot allò que és incomplet, no permanent i imperfecte. Està fonamentat en els preceptes zen de la simplicitat, humilitat, naturalitat, melangia, etc.
Aquesta estètica sorgeix de la cerimònia del te japonesa. És l'estètica dels objectes que envelleixen, fets amb materials orgànics i que amb el pas del temps tenen vida pròpia. Formen part del wabi-sabi el metall rovellat, el cànem, la ceràmica, la fusta i tot allò que mostra el pas del temps.